# Пригаровка
Пригаровка (укр. Пригарівка) — село в Пригаровском сельском совете Козельщинского района Полтавской области Украины.
Код КОАТУУ — 5322084601. Население по переписи 2001 года составляло 444 человека.
Является административным центром Пригаровского сельского совета, в который, кроме того, входят сёла Андрейки, Панасовка, Сухой Кобелячек, Сушки и Осначи.

## Географическое положение
Село Пригаровка находится на расстоянии в 1 км от села Панасовка и в 1,5 км от села Пашковка.

## Экономика
- ООО «МагИнвест».

## Объекты социальной сферы
- Школа.